# Jamburg (Circondario autonomo Jamalo-Nenec)
Jamburg è una località che si trova nel circondario autonomo Jamalo-Nenec, nell'oblast' di Tjumen', nel nord della Siberia, sulla riva destra del golfo dell'Ob', 148 chilometri a nord del circolo polare artico.
Vi sono circa 5.000 - 6.000 abitanti, che variano durante l'anno, in base ai turni nelle aziende minerarie della Gazprom.

## Infrastrutture e trasporti
La località è servita dall'aeroporto di Jamburg, uno scalo della compagnia aerea russa Gazpromavia, da un porto fluviale e dalla stazione finale della ferrovia che la collega con Novyj Urengoj.